# Army of Virginia
De Army of Virginia was een leger van de Noordelijke Staten tijdens de Amerikaanse Burgeroorlog. Dit leger kende een kort bestaan in 1862.

## Geschiedenis

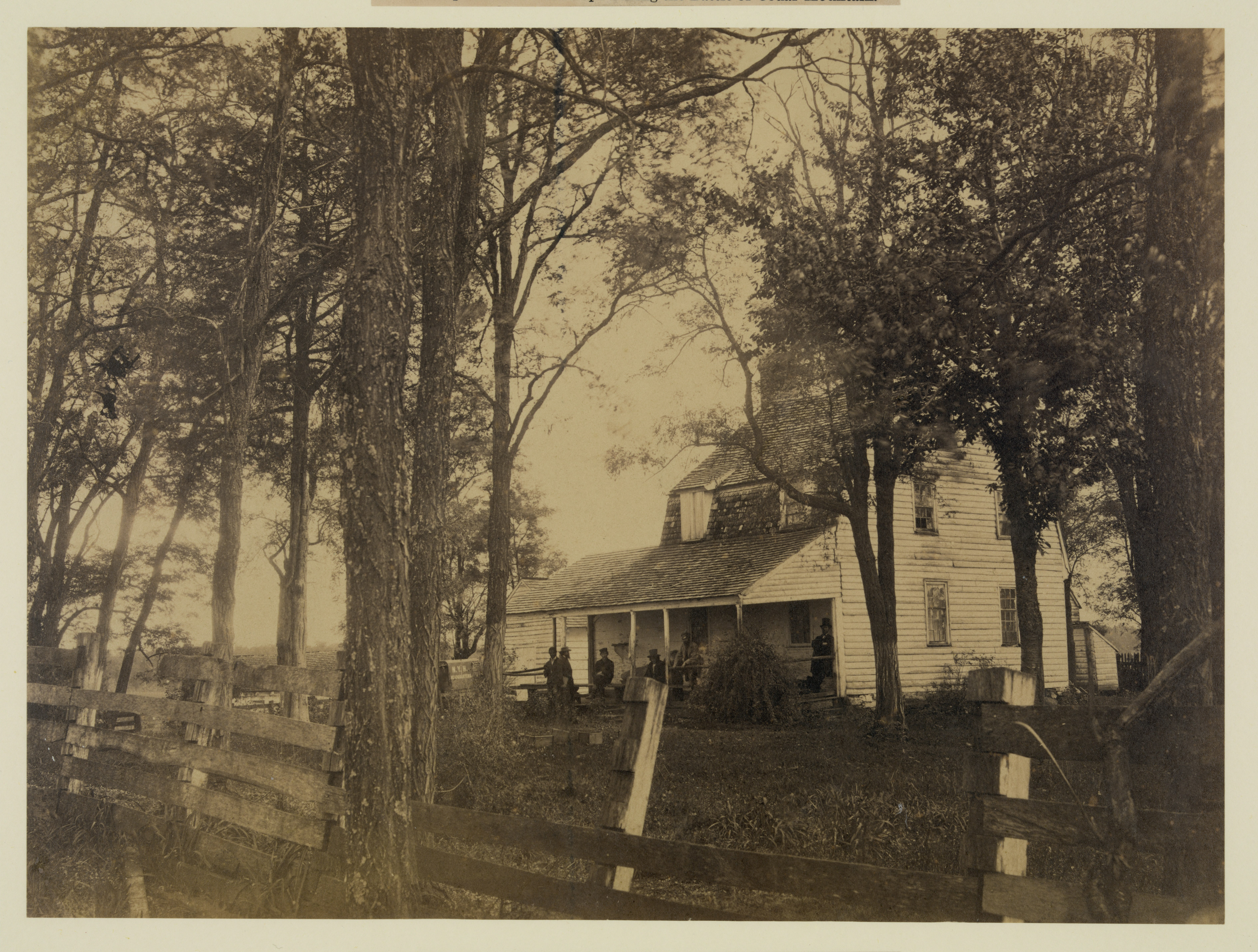
Het hoofdkwartier van generaal-majoor Pope tijdens de Slag bij Cedar Mountain.

Het Army of Virginia werd opgericht op 26 juni 1862 door het algemeen order nummer 103. Het leger werd samengesteld uit eenheden rond Virginia die afkomstig waren uit het Mountain Departement van generaal-majoor John C. Frémont, het Departement of the Rappahannock van generaal-majoor Irvin Mcdowell, het departement of the Shenandoah van Nathaniel P. Banks en het militair district van Washington onder leiding van brigadegeneraal Samuel D. Sturgis. Generaal-majoor John Pope kreeg het algemeen bevel over het nieuwe leger. Het werd ingedeeld in drie korpsen en telde ongeveer 50.000 manschappen. Later werden er drie korpsen van het Army of the Potomac toegevoegd vanuit tactisch oogpunt.
Tijdens de Slag bij Cedar Mountain ging het korps van Banks de strijd aan met de Zuidelijke eenheden van Stonewall Jackson. De Noordelijken waren aan de winnende hand tot op het moment dat een Zuidelijke tegenaanval onder A.P. Hill roet in het eten gooide.
Het Army of Virginia werd overtuigend verslagen tijdens de Tweede Slag bij Bull Run toen Jackson, Longstreet en Robert E. Lee de Noordelijken van het slagveld verjoegen. Pope trok zich terug op defensieve stellingen rond Washington D.C.. Op 12 september 1862 werd het Army of Virginia opgegeven. De eenheden werden opgenomen in het Army of the Potomac.

## Bevelhebber
- Generaal-majoor John Pope (26 juni 1862 – 12 september 1862)

## Organisatie en indeling
De eerste drie korpsen kregen een eigen rangschikking die gelijkliep met het Army of the Potomac. Ze kregen een nieuwe nummering vanaf de Marylandveldtocht.
- I Corps, Army of Virginia onder leiding van Franz Sigel (Dit korps bestond uit eenheden van het Mountain Department van John Frémont. Naderhand werd dit het XI Corps in het Army of the Potomac)
- II Corps, Army of Virginia onder leiding van Nathaniel P. Banks (het voormalige V Corps uit het Department of the Shenandoah. Naderhand werd dit het XII Corps in het Army of the Potomac)
- III Corps, Army of Virginia onder leiding van Irvin McDowell (het voormalige I Corps uit het Department of the Rappahannock. Later omgevormd tot het I Corps in het Army of the Potomac)
- Cavalry Brigade onder leiding van George Bayard

De onderstaande korpsen werden toegevoegd aan het Army of Virginia tijdens de Veldtocht in noordelijk Virginia:
- III Corps van het Army of the Potomac onder leiding van Samuel P. Heintzelman
- V Corps van het Army of the Potomac onder leiding van Fitz John Porter
- IX Corps van het Army of the Potomac onder leiding van Jesse L. Reno
- Reynolds’s Division aangevoerd door John F. Reynolds (de Pennsylvania Reserves)